# Канавађа
Канаваџа (фр. Canavaggia) насеље је и општина у Француској у региону Корзика, у департману Горња Корзика која припада префектури Бастија.
По подацима из 2011. године у општини је живело 103 становника, а густина насељености је износила 2,95 становника/km². Општина се простире на површини од 34,93 km². Налази се на средњој надморској висини од 698 метара (максималној 1.323 m, а минималној 151 m).

## Демографија
| 1962. | 1968. | 1975. | 1982. | 1990. | 1999. | 2011. |
| ----- | ----- | ----- | ----- | ----- | ----- | ----- |
| 106   | 124   | 111   | 100   | 77    | 98    | 103   |

График промене броја становника у току последњих година